# ルーク・ショート

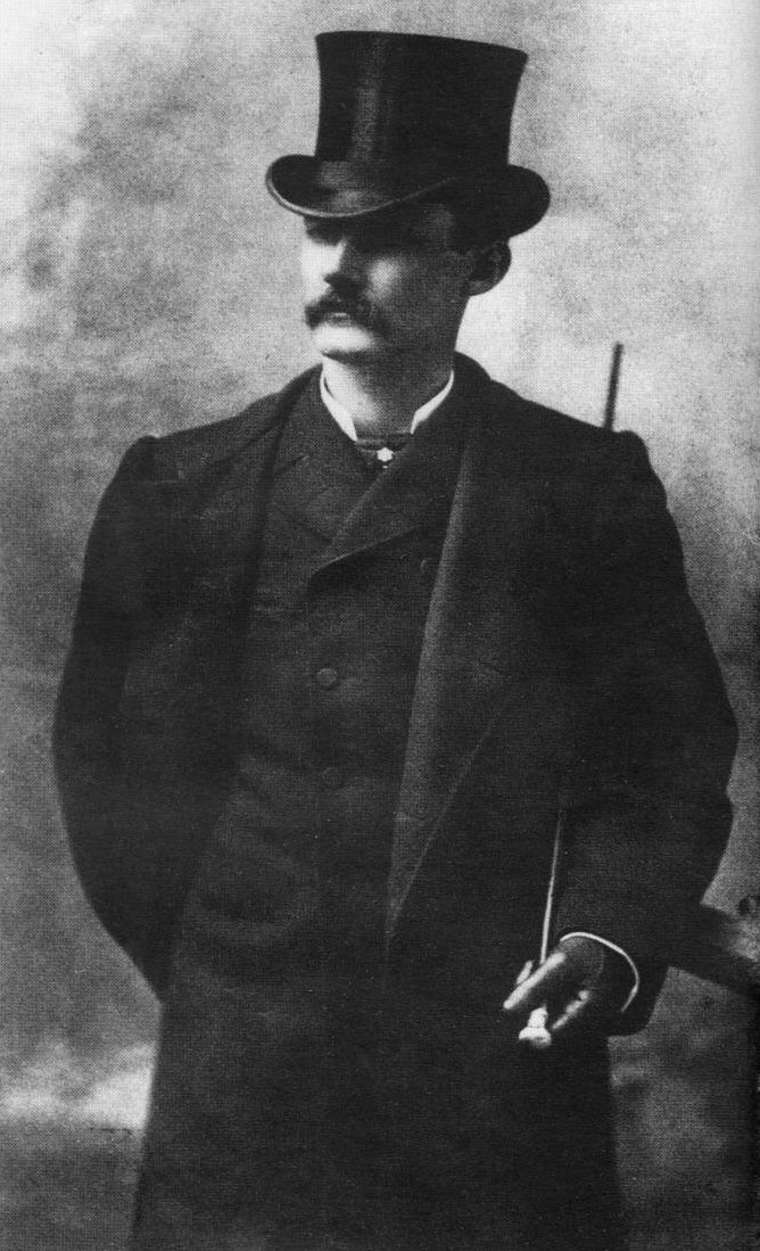
ルーク・ショート

ルーク・ショート（Luke Short、1854年 - 1893年9月8日）は、アメリカ西部開拓時代のガンマン、ブローカー、賭博師。
ミシシッピ州生まれ。幼児期にテキサス州に移住し、十代で独立してカンザス州でカウボーイを経験した。その後、カウボーイやインディアン相手のブローカーをしながら、カジノのディーラーになってワイアット・アープのサロンに雇われた。後に自分のサロンを所有するようになる。
人一倍身だしなみに気を遣う伊達男で、拳銃捌きに優れジム・カートライトなど多くの荒くれ男を射殺した。1893年、カンザスのジューダスプリングスで病死した。
| スタブアイコン | サブスタブ | この項目は、まだ閲覧者の調べものの参照としては役立たない、人物に関連した書きかけの項目です。この項目を加筆・訂正などしてくださる協力者を求めています（P:人物伝/PJ:人物伝）。 |